# 杉山治樹
杉山 治樹（すぎやま はるき、1959年3月6日 - ）は、日本の検察官、公証人。最高検察庁検事や、公安調査庁次長、神戸地方検察庁検事正等を歴任した。

## 人物・経歴
岡山県出身。東京大学法学部卒業。1985年検察官任官。浦和地方検察庁検事として本庄保険金殺人事件を手掛けるなどしたのち、法務省法務総合研究所研修第一部長等を経て、2010年京都地方検察庁次席検事。2012年東京高等検察庁公判部長。2013年鳥取地方検察庁検事正。2014年最高検察庁検事。2015年公安調査庁次長。2018年最高検察庁検事。同年から神戸地方検察庁検事正を務め、山口組などへの対応にあたった。2019年銀座公証役場公証人。2021年東京公証人会副会長、日本公証法学会理事。2022年会計検査院情報公開・個人情報保護審査会委員。